# Dolichoderus primitivus
Dolichoderus primitivus är en myrart som först beskrevs av Wilson 1985.  Dolichoderus primitivus ingår i släktet Dolichoderus och familjen myror. Inga underarter finns listade i Catalogue of Life.